# Дермань Перша
Де́рмань Пе́рша (у 1946—1989 роках — Устенське Перше) — село в Україні, у Рівненському районі Рівненської області. Населення становить 900 осіб.
Дермань — старовинне село на річці Устя. Місцева жителька Олена Демчук каже, що «назва села — чоловічого роду, а не жіночого. Тож правильно говорити — Дермань Перший і йому 1300 років. Починався Дермань з [Троїцький Дерманський жіночий монастир УПЦ|монастиря] і починався Дермань з міфу… що колись давно богатир заснув під дубом і його роздер дермань, тобто звір».
Зараз — це два розташовані поруч села Дермань Перша та Дермань Друга.

## Населення
Згідно з переписом УРСР 1989 року чисельність наявного населення села становила 1340 осіб, з яких 618 чоловіків та 722 жінки.
За переписом населення України 2001 року в селі мешкало 905 осіб.

### Мова
Розподіл населення за рідною мовою за даними перепису 2001 року:
| Мова       | Відсоток |
| ---------- | -------- |
| українська | 99,26 %  |
| російська  | 0,74 %   |